# Isabelle Borucki
Isabelle Borucki (* 22. August 1981 Friedrichshafen) ist eine deutsche Politikwissenschaftlerin. Seit 2022 ist sie Professorin an der Philipps-Universität Marburg. Sie studierte in Würzburg und arbeitete zuvor an der NRW School of Governance an der Universität Duisburg-Essen und in einer Vertretungsprofessur an der Universität Siegen.

## Leben und Studium
Borucki studierte Politikwissenschaft, Philosophie und Soziologie an der Julius-Maximilians-Universität in Würzburg sowie in Edinburgh und London.
Borucki hat zwei Töchter (* 2015 und 2018).

## Wissenschaft
Borucki arbeitete zwischen 2008 und 2018 als wissenschaftliche Mitarbeiterin an der Universität Trier. Sie verantwortete Forschung in den Bereichen Wahrnehmung von Armut (im SFB 600) und verfasste ihre Dissertation zu Auswirkungen der Medialisierung auf Regierungskommunikation auf Bundesebene. 2021 habilitierte sie sich und erhielt die Lehrbefähigung für das Fach Politikwissenschaft.
Seit 2018 leitet Borucki als Akademische Rätin an der NRW School of Governance die Forschungsgruppe „DIPART – Digitale Parteienforschung. Parteien im digitalen Wandel“.
Borucki ist Sprecherin des Arbeitskreises Politik und Kommunikation in der Deutschen Vereinigung für Politikwissenschaft (DVPW), der Sektion politische Soziologie sowie der Standing Group Internet and Politics des European Consortiums for Political Research. Sie ist außerdem Associate Editor der Zeitschrift Political Research Exchange.

## Publikationen (Auswahl)
- Internet und Staat: Perspektiven auf eine komplizierte Beziehung, Nomos Verlag, Baden-Baden 2019, ISBN 978-3-8452-9019-5.
- Demokratietheorie im Zeitalter der Frühdigitalisierung, Springer, Wiesbaden 2020, ISBN 978-3-658-30997-8.
- Parteiarbeit jenseits der Kaffeepause. Die digitale Mitmachpartei als digitales Substitut. Essay. In: regierungsforschung.de. 13.10.2020.
- Die digitale Organisationsreform der SPD 2017-2019: Jung, weiblich und digital? In: Politische Vierteljahresschrift 1/2021, doi:10.1007/s11615-020-00271-1.
- Die digitalisierte Demokratie. Ein Überblick. Zeitschrift für Politikwissenschaft, 2020, doi:10.1007/s41358-020-00224-5.
- Die Zukunft digitalisierter Demokratie – Perspektiven für die Forschung. Zeitschrift für Politikwissenschaft, 2020, doi:10.1007/s41358-020-00234-3.
- Handbuch Politische Kommunikation, Springer, Wiesbaden 2021, ISBN 978-3-658-26232-7.
- Tactical Web Use in Bumpy Times – a Comparison of Conservative Parties’ Digital Presence. In: Barberà O., Sandri G., Correa P., Rodríguez-Teruel J. (eds) Digital Parties. Studies in Digital Politics and Governance. Springer, Cham, 2021, doi:10.1007/978-3-030-78668-7_13.
- Germany: Between Patchwork and Best-Practices. In Lilleker, Darren G., Coman, Ioana, Gregor, Milos, Novelli, Edoardo (Hrsg.), Political Communication and Covid-19: Governance and rhetoric in times of crisis. Routledge, 2021, S. 111–122.
- Grundsätzlich bereit, aber doch nicht dabei – Eine Analyse der Mitarbeitsbereitschaft in Parteien anhand des Civic Voluntarism Models. Zeitschrift für Politikwissenschaft. 2021. doi:10.1007/s41358-021-00251-w.